# Lepidomuricea spicata
Lepidomuricea spicata is een zachte koraalsoort uit de familie Plexauridae. De koraalsoort komt uit het geslacht Lepidomuricea. Lepidomuricea spicata werd in 1906 voor het eerst wetenschappelijk beschreven door Thomson & Henderson. 